# Гнів (фільм, 1974)
«Гнів» (рос. «Гнев») — молдовський радянський художній фільм, історична драма режисерів Миколи Гібу та Леоніда (Леонтія) Проскурова, знятий у 1974 році про Татарбунарське повстання, яке сталося у вересні 1924 року у Південній Бессарабії.

## Сюжет
В основі сюжету — складні стосунки двох братів, що стоять по різні боки барикад. Зрада одного з братів привела до стихійного повстання бідняків, яке охопило весь південь Бессарабії і було жорстоко придушене карателями з румунських окупаційних військ.
В картині відображено «процес 500», який відбувся над повсталими у кишинівській в'язниці у 1926 році. На ньому був присутній французький письменник Анрі Барбюс. Згодом він написав книгу «Кати». Звірячу розправу над повсталими засудили також Ромен Роллан, Ептон Сінклер, Альберт Ейнштейн, Теодор Драйзер, Бернард Шоу, Міхай Садовяну та інші.

## У ролях
- Олег Янковський — Леонте Чеботару
- Вікторія Федорова — Донка Младенова
- Дальвін Щербаков — Георге Чеботару
- Клара Лучко — мадам Журжу
- Микола Олялін — Анрі Барбюс
- Роман Хомятов — полковник Максімеску
- Інга Будкевич — Христина Нагнибіда
- Олег Мокшанцев — Матвій Бежан
- Констанца Тирцеу — Панагія Чеботару
- Олексій Золотницький — Влад Булеску
- Іван Марін — Іліо Чеботару
- Думітру Карачобану — Фалке
- Олександр Цодіков — Осмокеску
- Оксана Григорович — Василина
- Павло Яцковський — Міхай
- Паул Буткевич — батько Стефан
- В. Гаврилов — Тарас Нагнибіда
- Юрій Соколов — Коста-Фору
- Олександр Барушной — генерал

### У епізодах
- Мефодій Апостолов
- Іон Аракелов
- Л. Богатий
- Г. Григоріу
- В. Вільський
- І. Гуцу
- В. Гольцев
- В. Зайчук
- Г. Зуєв
- Ю. Зубарєва
- Н. Камкія
- В. Казін
- Я. Корсунскій
- М. Курагеу
- Є. Лазарев
- Є. Музика
- Б. Міронюк
- А. Нагіц
- Є. Нікула
- Н. Пінчук
- В. Райллі
- І. Снєгіна
- А. Скороход
- П. Старовойтов
- Г. Урский
- Зоя Федорова — дама
- Л. Філоненко
- Г. Четверіков
- Ігор Чирков
- В. Ямських

## Знімальна група
- Сценарій — Василь Худяков за участі Едуарда Володарського
- Режисери-постановники — Микола Гібу
Леонід Проскуров
- Оператор-постановник — Леонід Проскуров
- Художник-постановник — Микола Апостоліді
- Композитор — Євген Дога
- Звукооператор — Олександр Чайка
- Редактор — Зінаїда Чіркова

## Зйомки
Стрічка присвячена подіям Татарбунарського повстання 1924 року. Проте, знімати картину у Татарбунарах 1973 року було неможливо, оскільки від села зразка 1924 року там нічого не збереглося — тоді воно було знищено артилерією та спалено. Згодом на його місці було побудовано нове сучасне село. 
Художник-постановник Микола Апостоліді, на основі збережених малюнків, фотографій та спогадів виживщих селян зробив ескізи для зйомок. Бутафорські «Татарбунари» у 70 хат були зведені в околицях Ізмаїла, у села Озерне. Селяни підтверджували разючу подібність будівель з реальними Татарбунари 40-річної давнини.

## Прокат
Стрічка була прийнята до показу на всесоюзному екрані напередодні 40-річчя Татарбунарського повстання. Були надруковані афіші та плакати. Однак весь прокат склав декілька сеансів у кінотеатрі «Патрія» у вересні 1974 року та один сеанс в Ізмаїлі.
Відомості про картину були через публікації кінознавців та кінокритиків, які бачили її у Держфільмофонді СРСР. Для прокату вона була заборонена.
У 2000-х «Гнів» показали по молдовському телебаченню у програмі кінознавиці Лариси Унгуряну, після чого у парламенті Молдови вибухнув скандал —  стрічку називали антирумунською та диверсійною.